# Phytoliriomyza cyatheae
Phytoliriomyza cyatheae este o specie de muște din genul Phytoliriomyza, familia Agromyzidae, descrisă de Spencer în anul 1976. Conform Catalogue of Life specia Phytoliriomyza cyatheae nu are subspecii cunoscute.